# Ахтычай
Ахтычай (в верховье Кябякчай, лезг. Ахцегьвацӏ) — река в России, правый приток Самура. Течёт по территории Рутульского и Ахтынского районов Республики Дагестан. Длина — 63 км, площадь водосборного бассейна — 963 км².
Высота истока — 3300 м над уровнем моря. Высота устья — 1000 м над уровнем моря. Уклон реки — 36,5 м/км.

## География
Река Ахтычай берёт начало из родника на северо-восточном склоне Главного Кавказского хребта и впадает с правого берега в реку Самур в 101 км от устья.
Река Ахтычай является наиболее многоводным притоком реки Самур. Длина реки 63 км, общее падение 2300 м, площадь водосбора 963 км², средняя его высота 2590 м. Большая часть водосбора реки (84 %) лежит выше 2000 м.
Русло порожистое, отмеченное шиверой различной сложности. Пороги невысокие, главным образом, 0,5-1 м. Образованы скоплениями валунов, реже выходом скальных пород поперёк русла. В верхнем и среднем течении берега невысокие, высотой до одного метра, сложены песчано-глинистыми и валунно-галечными отложениями. В нижнем течении реки, последние 26 километров, берега высокие. Далее места впадения реки Гдымчай, Ахтычай протекает в глубоком ущелье. Ширина потока на разных участках варьирует от 2 до 15 метров, глубина от 10 см до 1,2 м. Средняя скорость течения реки 1-2 м/с, местами 4-5 м/с.

## Гидрология
В питание реки почти одинаковое значение имеют талые воды, дождевые осадки и подземные воды. Внутригодовое распределение стока не равномерно. Наиболее многоводной река бывает с мая по август, когда проходит 60 % годового объёма стока. Часто наблюдаются опасные гидрологические явления в виде катастрофических ливневых паводков и селей (1988 и 1997 гг).
Среднегодовой расход воды — в устье реки составляет 15,8 м³/сек, максимальный 550, минимальный 1,75 м³/сек. Воды реки в период половодья и паводков очень мутные. Мутность воды в отдельных случаях достигает почти 120 000 г/м³.

## Притоки
Основные притоки реки Ахтычай
|    | Название       | Длина, км |
| -- | -------------- | --------- |
| 1  | Мугулахчай     | 15        |
| 2  | Чахикам        |           |
| 3  | Каминчай       | 10        |
| 4  | Мазачай        | 16        |
| 5  | Цейхур         |           |
| 6  | Фийчай         | 18        |
| 7  | Гдымчай        | 18        |
| 8  | Сурачай        |           |
| 9  | Кызылдере      | 10        |
| 10 | Катухчай       |           |
| 11 | Даличай        | 14        |
| 12 | Огалматхет     |           |
| 13 | Галасатхет     |           |
| 14 | Мицпратхет     |           |
| 15 | Каравансарачай | 11        |
| 16 | Кябякчай       |           |

Все притоки селеносны.

## Изучение реки и водохозяйственное значение
Режим реки изучался на трёх постах: Хнов, Смугул, Ахты (действующий).
Река имеет важное водохозяйственное значение. Она используется для водоснабжения и орошения прилегающих сёл и полей. На реке действует Ахтынская ГЭС (построена в 1957 году).